# George Gilbert
George Gilbert (* 1922 in Brooklyn, New York; † 2012 ebenda) war ein US-amerikanischer Fotograf und Autor, der vor allem für seine dokumentarischen Aufnahmen des urbanen Lebens in New York City bekannt ist. Er war eines der jüngsten Mitglieder der Photo League, einer Organisation von Fotografen in New York City, die sich der Dokumentation des Lebens in den Arbeitervierteln widmete. Sie wurde 1936 gegründet und bot ihren Mitgliedern Schulungen, Ausstellungsräume und eine Plattform für den Austausch über soziale und kreative Themen. Die Photo League spielte eine wichtige Rolle bei der Entwicklung der sozialdokumentarischen Fotografie in den USA.

## Leben
Nachdem George Gilbert sein Studium am Brooklyn College abgebrochen hatte, um eine Lehre in einem kommerziellen Fotostudio zu absolvieren, trat er 1941 der Photo League bei. Als Student in Sid Grossmans Klasse für Dokumentarfotografie unterrichtete George Gilbert später die Klasse für Grundtechniken und schrieb Rezensionen für die Photo League-Publikation Photo Notes (1946). Während des Zweiten Weltkriegs diente er im Air Corps und verwendete Luftaufnahmen zur Kartierung des Südpazifiks. Nach dem Krieg gründete er die PR-Firma Editorial Photos und arbeitete als freiberuflicher Fotograf für die New York Times, Newsweek, Variety und andere Publikationen (1948–50). Er arbeitete auch als Fotograf für die Werbeindustrie.
George Gilbert hat fünfzehn Bücher veröffentlicht, darunter Collecting Photographica: The Images and Equipment of the First Hundred Years of Photography (1976) und The Illustrated Worldwide Who's Who of Jews in Photography (1996). Er ist Autor von mehr als 300 Artikeln über Fotografie und war Gründungspräsident der American Photographic Historical Society (1970). Später lehrte er Fotografiegeschichte an der University of Western Connecticut.

## Werk
George Gilberts Fotografien zeichnen sich durch ihre realistische Darstellung des städtischen Lebens aus. Ein bekanntes Werk ist Blind Veteran Outside Pennsylvania Station, New York von 1946, das einen blinden Veteranen vor der Pennsylvania Station zeigt und die Nachwirkungen des Krieges auf die Soldaten thematisiert.